# Stazione di Roncegno Bagni-Marter
La stazione di Roncegno Bagni-Marter è una stazione ferroviaria sulla linea della Valsugana Trento – Venezia a servizio della città di Roncegno Terme: questa si trova tra le stazioni di Levico Terme e quella di Borgo Centro. La dicitura Bagni ricorda la vocazione termale della città di Roncegno

## Dati ferroviari
Il fabbricato viaggiatori ricorda lo stile degli edifici austro-ungarici di fine XIX secolo. Lo stesso stile si ritrova nelle stazioni di Levico Terme e di Borgo Valsugana. Sotto la veranda interna si trovano la biglietteria self-service, le obliteratrici e le validatrici di Trentino Trasporti.
Un tempo i binari erano 6 in quanto venivano utilizzati per la manovra dei convogli merci provenienti dalle vicine acciaierie di Borgo Valsugana e dalla cava di Monte Zaccon e diretti a Trento.
Ora, dopo i recenti lavori di ristrutturazione, i binari sono 2.
Tutta l'area della stazione è stata sottoposta nel 2015 a lavori di ristrutturazione.

## Movimento passeggeri e merci
Nella stazione fermano tutti i treni con destinazioni per Trento e Bassano del Grappa, da dove partono le coincidenze per Venezia e Padova, a servizio dei pendolari.

## Servizi
La stazione dispone di:
- Biglietteria self-service
- Fermata autolinee
- Parcheggio